# Глядень (Новосибірська область)
Глядень (рос. Глядень) — присілок у Мошковському районі Новосибірської області Російської Федерації.
Входить до складу муніципального утворення Кайлінська сільрада. Населення становить 54 особи (2010).

## Історія
Згідно із законом від 2 червня 2004 року органом місцевого самоврядування є Кайлінська сільрада.

## Населення
| 2002 | 2007 | 2010 |
| ---- | ---- | ---- |
| 104  | ↘91  | ↘54  |